# Миллер, Т’Ниа
Т’Ниа Миллер (англ. T'Nia Miller, род. 2 марта 1985, Лондон, Великобритания) — британская актриса, известная по своим ролям в телесериалах «Witless» (2016—2018), «Годы» (2019), «Free Rein» (2019), «Призраки усадьбы Блай» (2020), «Основание» (2021) и «Падение дома Ашеров» (2023).

## Карьера
Профессиональный дебют Миллер как актрисы состоялся в 2007 году в роли Надин в трёх сериях британского сериала «Dubplate Drama» производства «Channel 4». После этого она играла в телесериалах «Чисто английское убийство» и «Holby City». Свою первую главную роль — Джей-Джей в художественном фильме «Stud Life» (2012). После гостевых ролей в британских телесериалах «Babylon», «Banana», «Cucumber», «Доктор Кто», «Guilt» и «Born to Kill», Миллер получила главную роль DC Wilton в триллере производства «BBC Three» — «Witless» — роль, которую она исполняла с 2016 по 2018 год. В июне 2017 года она появилась в эпизоде медицинской мыльной оперы BBC «Доктора» в роли Бев Ломакс. В 2019 Миллер снялась в драматическом мини-сериале «Годы» в роли Селесты Бисме-Лайонз. Создателем сериала является Рассел Т. Дэвис, с которым Миллер работала в программах телеканала «Channel 4» «Banana» и «Cucumber». В 2019 году она появилась в сериале Netflix «Оседлать свободу» (Free Rein) в роли Клэр Райт. В 2020 сотрудничество с Netflix продолжилось — Миллер сыграла в сериале «Половое воспитание» роль Максин Таррингтон. Позднее в том же году она появилась в главной роли сериала Netflix «Призраки усадьбы Блай» в роли Ханны Гроуз. В 2021 году Миллер играла в сериале AMC «La Fortuna» в роли Сьюзан МакЛин и в сериале Apple TV+ «Основание» в роли Зефир Халимы.

## Личная жизнь
Миллер — открытая лесбиянка. Она обучалась в Гилфордской школе актерского мастерства, которую закончила в 2004 году. Она разведена и имеет двух детей.